# Janíkovo sedlo
Janíkovo sedlo se nachází v Podbeskydské pahorkatině na katastru města Kopřivnice v okrese Nový Jičín v Moravskoslezském kraji. Janíkovo sedlo s nadmořskou výškou 493 m je nejvyšším bodem Janíkovského údolí. Janíkovo sedlo se nachází v přírodním parku Podbeskydí. Místo dostalo název podle historické osoby arcibiskupského nadhajného, kterým byl Filip Janík. V minulosti zde byla jeho dřevěná hájovna, ve které nadhajný se svou rodinou bydlel. Vyskytují se zde vzácné rostliny, hmyz a živočichové a také je zde Janíkova lípa. Na místě se nachází rozcestník turistických značek, informační tabule a odpočívka. Místo je přístupné po turistických stezkách.

## Další informace
V okolí Janíkova sedla/údolí jsou tři blízké kopce – severním směrem Pískovna (584 m n. m.), západně Červený kámen (696 m n. m.) a severovýchodním směrem Holý vrch (487 m n. m.).